# Grabación lateral

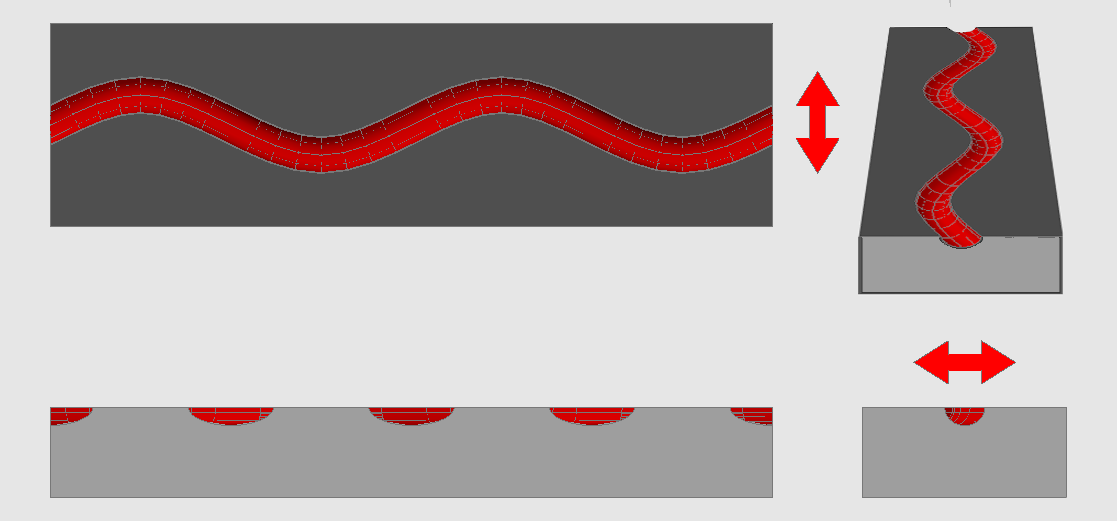
Diagramas de un surco grabado lateralmente. La flecha roja indica cómo se desplaza el estilete al grabar el disco

El proceso de grabación de corte lateral es un tipo de grabación de sonido de forma analógica, mediante el que un estilete corta la superficie de un disco fonográfico, produciendo un surco espiral de profundidad constante cuya posición se desplaza ligeramente a izquierda y derecha, formando una sinusoide. Este procedimiento contrasta con el sistema de grabación vertical, en el que el estilete que corta el soporte lo hace hacia arriba y abajo con respecto a la superficie del disco.

## Historia

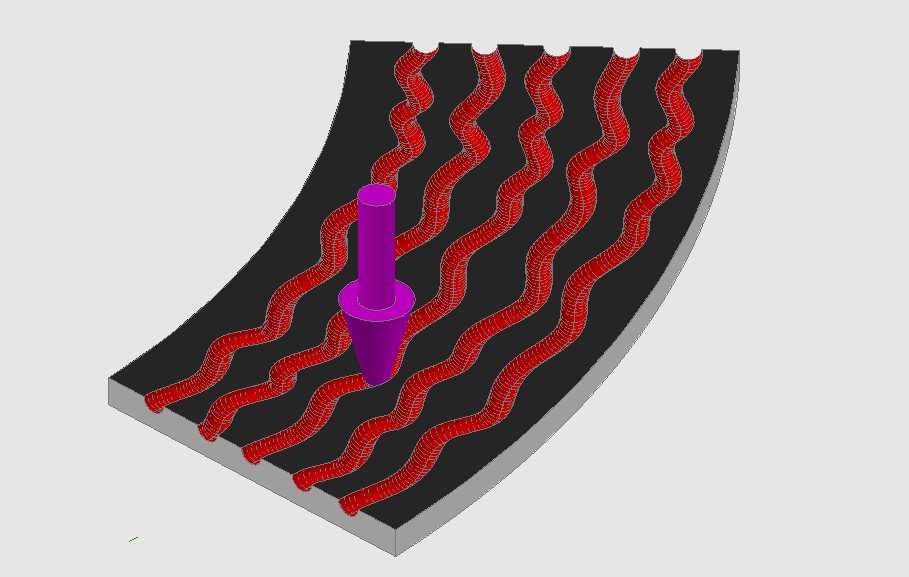
Vista de la aguja lectora sobre un disco grabado lateralmente

El comienzo de las grabaciones fonográficas estuvo marcado por el sistema de corte vertical utilizado por las máquinas de cilindros grabables diseñadas a finales del siglo XIX por Edison. La férrea defensa de sus patentes, hizo que otros inventores, como Emile Berliner, se abrieran a nuevos formatos (como el disco plano) y procedimientos de grabación (como la grabación lateral), extendiendo en el proceso sus actividades empresariales a Alemania y el Reino Unido.
Hacia 1920, pese a la irrupción de Edison en el mercado de los discos planos con su sistema de corte vertical, la grabación de corte lateral se había convertido en la norma, debido principalmente a que se trataba de un procedimiento de producción de discos menos exigente que el corte vertical, capaz de producir un nivel de fidelidad adecuado a las características de los equipos que el público en general podía permitirse adquirir. La aparición del sistema de grabación electromecánico, plenamente compatible con la técnica de grabación lateral, confirmó su absoluto dominio del mercado, que conllevó a la práctica desaparición del sistema de corte vertical a comienzos de la década de 1930. Con posterioridad, la aparición hacia 1950 de los microsurcos de vinilo estereofónicos, cuya tecnología también era compatible con el sistema de grabación lateral, hicieron que se mantuviera como el procedimiento estándar de la industria discográfica hasta la década de 1980, cuando los discos analógicos empezarían a ser mayoritariamente reemplazados por los discos digitales.

## Características
En este proceso, la aguja produce un corte de profundidad constante, desplazándose transversalmente con respecto a la posición central del surco. La amplitud del zig-zag viene determinada de acuerdo con la corriente que circula por la bobina de un electroimán (o bien por la vibración de un diafragma en las primitivas grabaciones acústicas) que hace moverse el estilete. Los surcos de los discos grabados lateralmente tienen una separación variable y una profundidad constante, a diferencia de las ranuras de los discos grabados verticalmente, que tienen separación constante y una profundidad variable.
El examen de un surco cortado lateralmente en su longitud revela una línea ondulada continua que forma una sinusoide alrededor de la posición central del surco, de acuerdo con el tono y el volumen del audio que se está grabando.
La grabación se realiza por medios mecánicos y las vibraciones de la energía acústica, transferidas a una aguja de corte, hacen que el surco se aleje más o menos de su posición central. El proceso exige establecer los parámetros de separación de los surcos con precisión, dado que si la separación entre surcos consecutivos es demasiado pequeña, se corre el riesgo de que en pasajes de gran sonoridad, la separación entre vueltas consecutivas del surco sea insuficiente, propiciando el salto de la aguja bien hacia atrás o hacia adelante. En este caso, también se da la circunstancia de que cuando una grabación contiene pasajes de gran sonoridad situados a continuación de pasajes silenciosos, se pueda generar un débil eco audible en los pasajes de menos volumen, producido por la deformación inducida a través del soporte en la vuelta anterior al grabar la vuelta siguiente. 